# 鼓山站 (福州)
鼓山站（福州話：/ku˨˩ laŋ˥˥/）位于中华人民共和国福建省福州市晋安区福马路鼓山风景区旁，是福州地铁2号线的地铁车站，于2019年4月26日启用。

## 车站结构
鼓山站位于福马路东侧的鼓山风景区入口广场下方，站位呈南北走向，主体结构为单柱双跨地下二层车站，地下一层为站厅层；地下二层为站台层，岛式站台。
| 地面层   | 出入口                               |  | 出入口               |
| 地下一层 | 站厅                                 |  | 票务服务、自动售票机 |
| 地下二层 | 1                                    |  | 2号线 往苏洋（上洋） |
| 地下二层 | 岛式站台，列车运行方向左侧的车门开启 |  |                      |
| 地下二层 | 2                                    |  | 2号线 往洋里（洋里） |

### 出入口与周边
鼓山站现开放4个出入口，其中无障碍电梯位于B出入口、卫生间位于D出入口。
| 鼓山站出入口信息            | 鼓山站出入口信息 | 鼓山站出入口信息 | 鼓山站出入口信息 |
| --------------------------- | ---------------- | ---------------- | ---------------- |
|                             |                  |                  |                  |
| 编号                        | 设施             | 位置             | 接驳交通         |
| 出口 · A                    |                  | 福马路东侧       |                  |
| 出口 · B                    |                  | 鼓山路口         | 鼓山公交总站     |
| 出口 · C                    |                  | 福马路东侧       |                  |
| 出口 · D                    |                  | 福马路东侧       | 地铁鼓山站       |
| 注： 设有电梯 \| 设有卫生间 |                  |                  |                  |

## 历史
- 2016年5月6日，鼓山站开始围挡施工。[2]
- 2017年8月20日，鼓山站主体结构封顶。[3]
- 2019年4月26日，鼓山站启用。[1]